# Mrzli Vrh (gmina Idrija)
Mrzli Vrh – rozproszona osada na wzgórzach na północny wschód od Spodnjej Idriji, w gminie Idrija, region Goriška, na słoweńskim Przymorzu. Jest położona 961,7 m n.p.m.